# Zelia Nuttall
Zelia Maria Magdalena Nuttall (6 septembre 1857, San Francisco – 12 avril 1933, Coyoacan, Mexico) fut une spécialiste américaine des cultures mexicaines préaztèques et des manuscrits précolombiens, dont elle identifia deux exemplaires oubliés dans des collections. L’un d’entre eux, le Codex Zouche-Nuttall, porte son nom. Exemple typique des pionniers de l’américanisme aux activités éclectiques, elle s’intéressa également à l’histoire coloniale, aux plantes traditionnelles mexicaines, ainsi qu’à la revitalisation de la culture précolombienne.
Elle fut membre de plusieurs institutions académiques, dont le Peabody Museum de Harvard et le Musée national d’anthropologie de Mexico. Disposant de ressources financières personnelles sans être fortunée, elle exerça la plupart de ses activités sans rémunération et dans le cadre de fonctions honoraires. Elle eut néanmoins quelques mécènes, dont Phœbe Hearst, mère de William Hearst, fondatrice du Phoebe A. Hearst Museum of Anthropology de Berkeley auquel Z. Nuttall donna de nombreuses pièces.
Elle fut durant quelques années mariée avec l’explorateur français Alphonse Pinart avec qui elle eut une fille. D.H Lawrence s’est inspiré d’elle pour le personnage de Mrs. Norris de son roman Le Serpent à plumes.

## Biographie
Elle était la deuxième des six enfants de Robert Kennedy Nuttall, médecin anglo-irlandais, et de Magdalena Parrot, fille d’un grand propriétaire et banquier de San Francisco. L’un de ses frères est le biologiste Georges Nuttall. Sa mère, d’origine partiellement mexicaine,, lui fait cadeau jeune d’un livre sur les antiquités précolombiennes qui la marque. De 1865 à 1876, elle voyage avec sa famille entre l’Angleterre, la France et l’Allemagne, et reçoit une éducation cosmopolite et multilingue. De retour aux États-Unis, elle épouse en 1880 Alphonse Pinart avec qui elle voyage aux Antilles, en France et en Espagne. Une fille, Nadine, nait en 1882, mais le couple se sépare dès 1884. Zelia et sa fille (re)prennent le nom de Nuttall. Le divorce sera finalisé en 1888.
En 1884-1885, elle se rend au Mexique avec le reste de sa famille et débute officiellement sa carrière d’américaniste. Elle travaille au Musée national et publie son premier article en 1886. Cette même année, elle devient assistante honoraire d’archéologie mexicaine au Peabody Museum de Harvard et, vers la même période, professeur honoraire d'archéologie du Musée national. En 1891, elle contribuera au premier volume de la publication du musée par un article sur une coiffe de plumes du Museum d’Histoire naturelle de Vienne qui vient d'ouvrir ses portes. Frederic Putnam, conservateur du Peabody de 1875 à 1909, et Franz Boas voient en elle une excellente médiatrice entre les milieux américanistes de différents pays du fait de son éducation et de ses relations cosmopolites. Son origine familiale en fait en particulier une interlocutrice idéale pour les relations avec le Mexique. Elle jouera un rôle important dans la création de l’institution de coopération internationale Escuela Internacional de Arqueologia y Etnologia Americanas.
De 1886 à 1899, elle suit sa famille en Europe et réside principalement à Dresde. En 1902, tandis que sa mère rejoint son frère Georges en Angleterre, elle s’installe à Mexico dans une maison du XVIIIe siècle nommée Qinta Rosalia. La tradition la prétend construite sur un terrain ayant jadis appartenu au conquistador Pedro de Alvarado, aussi la renomme-t-elle Casa de Alvarado Elle restera jusqu’à sa mort sa résidence principale. Dans sa correspondance, elle exprime souvent qu’il est important pour elle d’avoir une maison où elle se sente bien pour pouvoir écrire. Elle fait de la Casa de Alvarado un lieu agréable que visiteront de nombreux américanistes étrangers, et une sorte de salon où se réuniront scientifiques et intellectuels. La présence d’un grand terrain lui permet de se consacrer à sa deuxième passion, le jardinage. Elle étudie l’art mexicain des jardins, les herbes médicinales, et entreprend une collecte de graines locales inconnues aux États-Unis, qu’elle compte y introduire. Elle participe à l’introduction de la culture du taro dans l’État d’Orizaba.
Elle est parmi les premières personnes à identifier à partir de 1902 les artéfacts datant de la période préaztèque.
Zelia Nuttall avait pu observer de nombreux artéfacts archéologiques dans des musées et visité plusieurs sites, mais c’est en 1910 qu’elle effectue avec l’accord des autorités mexicaines ses premières fouilles importantes sur l’île des Sacrifices. Ayant proposé d’y voir une des localisations possibles d’Aztlan, elle est violemment combattue par Leopoldo Batres, éminent archéologue et ancien inspecteur des vestiges. Il s’oppose à ses vues pour des raisons relevant plus du conflit d’autorité que de la science, et la dispute s’étale dans la presse. Zelia Nuttall renonce en signe de protestation à son titre de professeur honoraire du Musée national, et abandonne définitivement les fouilles, à l’exception de celles qu’elle effectuera sur son propre domaine de la Casa de Alvarado. En effet, comme l’ensemble de la ville de Mexico, elle repose sur un sous-sol archéologiquement productif.
Durant ses dernières années, elle se passionne pour le thème du culte du soleil, qu’elle pense partagé par toutes les cultures précolombiennes. Elle voit dans de nombreuses constructions des gnomons. Elle s’efforce même, pour favoriser la naissance d'un sentiment d’unité culturelle dans l'« Amérique tropicale », de promouvoir au Mexique et au Pérou la résurrection d'un « Nouvel An précolombien » fêté en mai par des jeux d’enfants autour d’un gnomon planté dans les cours ou les places.

## Publications

### Manuscrits anciens
À cette époque où l’américanisme est encore dans ses débuts, les collectionneurs et gestionnaires de bibliothèques publiques n’ont pas toujours conscience de l’importance de certains de leurs ouvrages. Zelia Nuttall s’est efforcée de retrouver des documents historiques inédits pour les publier. 
- Elle extirpe le Codex Zouche-Nuttall de la bibliothèque de son propriétaire, le baron Zouche de Haryngworth. Un fac-similé accompagné d’une présentation de Z. Nuttall est publié en 1902 par le Peabody Museum.
- En 1890, elle identifie à la Bibliothèque nationale centrale de Florence le Codex Magliabecchiano qu'elle fait publier en 1903 par l’Université de Californie sous le titre The Book of the Life of the Ancient Mexicans. Elle entre à cette occasion en conflit avec le Duc de Loubat qui en fait une publication en 1904 sans la créditer de sa découverte[9].
- En 1911, elle retrouve à la Bibliothèque nationale d’Espagne un texte inachevé datant de 1559 retraçant l’histoire de la conquête du Mexique qu’elle fait reproduire à l’usage des chercheurs.
- Elle rassemble les manuscrits de Francis Drake et de John Hawkins contenus dans les archives nationales du Mexique, ainsi que dans des fonds à New York, en Espagne, en Italie, en France et en Angleterre (Bodleian Library, British Museum et archives publiques de Londres) L’ensemble est publié en 1914 par la Hakluyt Society de Londres sous le titre A New Light on Drake. Pour parfaire l’ouvrage, elle se rend en 1916 dans le détroit Juan de Fuca entre l’île de Vancouver et l’État de Washington pour confirmer des détails des voyages de Drake.

### Écrits personnels
Zelia Nuttall a écrit et publié de nombreux articles, et plusieurs autres inachevés ont été découverts après sa mort. Beaucoup de manuscrits et certaines lettres furent remis par Charles Bowditch à F. Putnam et se trouvent dans les archives du Peabody Museum. Parmi ses écrits, on peut citer son ouvrage le plus important paru en 1901, The Fundamental Principles of New and Old World Civilizations, fruit de treize ans de réflexions. Il traite de la signification du svastika à travers le monde comme symbole de l’étoile polaire à partir de l’étude de sa place dans les civilisations précolombiennes, et soutient l’hypothèse d’une origine eurasienne des cultures américaines. Bien que son contenu scientifique soit dépassé, il a contribué à intéresser de nombreuses personnes aux études américaines.

## Postes, institutions et récompenses
Zelia Nuttall fut membre de très nombreuses institutions américaines et correspondante d’institutions étrangères sises à Paris, Genève, Londres, Rome. Stockholm. Lima et Mexico.
Elle fut assistante honoraire d’archéologie mexicaine au Peabody Museum de Harvard de 1886 jusqu’à sa mort, et professeur honoraire d’archéologie du Musée national depuis 1885-1886 jusqu’à sa démission en 1910. Elle fut directrice de terrain pour le Mexique des Crocker-Reid Researches de l’Université de Californie.
Elle fut membre des groupes et organismes suivants :
- Conseil consultatif du Département d’anthropologie de l’Université de Californie
- Association américaine d’anthropologie
- Association américaine pour l’avancement des sciences
- Société américaine d’ethnologie
- Société américaine de géographie
- Société américaine de philosophie
- Sociétés américaine hispanique
- Société américaine asiatique
- Institut royal d’anthropologie
- Société de numismatique et d’antiquité de Philadelphie
- Académie des sciences de Californie
- Jury international de l’exposition universelle de 1893 à Chicago
- Jury de l’exposition d’achats de Louisiane (1904).

Elle reçut des médailles d’or aux expositions historiques de Madrid (1892) et Buffalo (1901), ainsi qu’à l’exposition universelle de Chicago (1893).